# Салме
Салме (ест. Salme alevik) малено је село на западу Естоније. Налази се на крајњем југозападу острва Сареме, на полуострву Сорве, и административни је центар истоимене општине Салме у округу Сарема. 
Према подацима са пописа становништва 2011. у селу је живело 469 становника.
На неких 200 метара од обале мора године 2008. археолози су пронашли остатке викиншког брода у коме се налазило 7 људских скелета. Методом радиоактивног угљеника старост брода процењена је на период између 650. и 700. године. Две године касније археолози су на истом месту пронашли и други, већи брод, дужине 16 метара и ширине око 3 метра, у ком су се налазила 33 скелета.